# پرواز شماره ۷۳ پان‌آم
پرواز شماره ۷۳ پان‌آم (انگلیسی: Pan Am Flight 73) هواپیماربایی یک بوئینگ ۷۴۷ خطوط هوایی سراسری آمریکا بود که در تاریخ ۵ سپتامبر ۱۹۸۶ توسط چهار نفر مرد مسلح عضو سازمان Abu Nidal صورت گرفت این هواپیماربایی زمانی که در فرودگاه بین‌المللی جناح کراچی پاکستان توقف داشت انجام شد. این هواپیما با ۳۷۹ سرنشین قرار بود از مبدأ فرودگاه بین‌المللی چاتراپاتی شیواجی بمبئی به مقصد فرودگاه بین‌المللی جان اف کندی نیویورک پرواز کند و در فرودگاه‌های فرودگاه بین‌المللی جناح و فرودگاه بین‌المللی فرانکفورت نیز توقف‌هایی داشته باشد. این هواپیماربایی ۱۶ ساعته پس از درگیری مأموران امنیتی با هواپیماربایان و با ۵۱ کشته و ۱۲۰ زخمی پایان یافت.